# Punan
Le terme Punan ou Penan (ou encore la transciption Pnan) désigne une population de l'île de Bornéo. Autrefois nomades chasseurs-cueilleurs, les Punan habitent maintenant dans des villages et cultivent une partie de leurs aliments ; ils coupent aussi des troncs de sagoutiers dont ils extraient une fine farine des fibres. La chasse, à la sarbacane notamment avec des flèches enduites de poison tajem tiré de la sève d'un arbre, la pêche et la cueillette de produits forestiers constituent encore aujourd'hui des activités importantes.

## Origines
Les nomades ou anciens nomades de Bornéo comptent environ une trentaine de groupes distincts pour une population totale de 20 000 personnes. D’origine mongoloïde et parlant des langues austronésiennes, ces groupes se retrouvent à Sarawak en Malaisie, dans l’État de Brunei Darussalam et dans les trois provinces les plus au nord de Kalimantan en Indonésie.
Aujourd’hui pour la plupart sédentarisés, les groupes nomades de Bornéo ont été confrontés au cours de leur longue histoire à plusieurs changements matériels et sociaux tels que, pour n’en citer que quelques-uns, l’avènement d’une économie monétaire, l’imposition de structures de pouvoir centralisées et le développement rapide d’activités d’extraction à grande échelle.

## Identifier les Punan

### Punan vs. Penan
Les groupes forestiers de chasseurs-cueilleurs sont identifiés différemment selon les régions dans lesquelles ils résident. Le terme « Punan » (qui peut également être articulé « Penan » localement) est l’ethnonyme le plus utilisé par les groupes sédentaires de Bornéo (Dayak et Malais confondus). Il est alors opposé à celui de Dayak, un terme utilisé par les groupes islamisés de la côte pour désigner collectivement les groupes d’agriculteurs itinérants ou sédentaires. Contrairement aux groupes Dayak, la plupart desquels ont gardé leur autonymes respectifs, les groupes nomades se sont volontiers approprié l’exonyme Punan ou Penan. Au cours du temps et de manière accélérée ces dernières décennies, les groupes nomades de Bornéo, comme d’autres populations de chasseurs-cueilleurs dans le monde, ont progressivement basculé vers un mode de vie plus sédentaire orienté vers diverses formes d’agriculture. La majorité des groupes nomades étant presque tous sédentarisés (ou semi-sédentarisés), le nombre total des derniers chasseurs-cueilleurs à Bornéo n’excède pas probablement aujourd’hui quelques centaines.

### Les chasseurs-cueilleurs de Bornéo
Les cultures et les langues des groupes et des sous-groupes nomades présentent des variations importantes à travers l’île. Les multiples et fréquents contacts entre les nomades et les différents groupes Dayak sédentarisés ont donné lieu au cours du temps à des chevauchements considérables entre les langues et les cultures. Parallèlement, les scissions, puis les migrations indépendantes des familles nomades apparentées mais associées à des groupes sédentaires distincts et géographiquement distants, ont créé des divergences croissantes entre groupes nomades. La plupart des groupes de chasseurs-cueilleurs de Bornéo se distribuent actuellement selon un continuum qui va du nomadisme à la sédentarité, de la chasse et de la cueillette à la culture du riz, de l’égalité sociale à des systèmes formalisés de stratification sociale. L’absence fréquente d’autonymes permanents et les fréquentes migrations sur de longues distances des nomades dans le temps font qu’il est difficile de distinguer ou de corréler les groupes cités dans la littérature du début du xxe siècle avec ceux d’aujourd’hui.
Plusieurs termes ont été et sont encore utilisés par les groupes d’agriculteurs de différentes régions pour désigner leurs nomades. Ces termes témoignent de plusieurs impressions : les familles nomades voisines habitent plus en amont, vivent dans les régions montagneuses de l’intérieur, n’ont pas de résidence fixe et se déplacent constamment. Les nomades sont ainsi désignés comme « les gens de l'amont » (olo ot) à Kalimantan-Centre, « les gens des montagnes » (ukit, tau’ ukit, bukit) au Sarawak et à Kalimantan-Ouest et « les gens de la forêt » (taun otan) à Kalimantan-Ouest. Utilisés à Kalimantan, Sarawak et Brunei, les exonymes penan, pennan et punan possèdent une étymologie controversée, que l’on pourrait définir comme « errer et trouver sa subsistance dans la forêt ». Un premier exonyme est généralement suivi d’un deuxième nom, généralement un emplacement, lequel distingue le groupe ou la bande plus précisément (Olo Ot Nyawong, « les nomades du mont Nyawong » par exemple). Il y a et avait des douzaines de petits groupes nomades à Bornéo dont les interrelations culturelles et linguistiques restent à établir. Les quelques tentatives de classification menées, notamment pour les groupes du Sarawak, ne sont pas généralisables à l’ensemble de l’île. Se fondant sur des données ethnohistoriques et linguistiques, Sellato et Sercombe proposent une première classification provisoire de huit groupes pour l’ensemble de l’île.

## Anthropologie Punan

### L'exploration de Bornéo
Notre connaissance ethnique, culturelle et linguistique des nomades de Bornéo est limitée par des sources historiques et ethnographiques peu nombreuses. La littérature de l’époque coloniale sur Kalimantan et Sarawak est abondante, mais mentionne peu les nomades de Bornéo. Les sources les plus anciennes signalent l’existence des nomades – décrits parfois avec une queue – dans l’intérieur de l’île. Ces références sont souvent de courtes notes fondées sur des informations indirectes. Un corpus d’informations fiables et de première main apparaît dans les dernières années du xixe siècle avec les premières grandes expéditions hollandaises à Kalimantan et la consolidation de l’administration Brooke sur le Sarawak. Mais là encore les informations sont sporadiques. Les groupes les plus isolés sont visités par les explorateurs occidentaux au cours des deux premières décennies du xxe siècle. La publication d’informations substantielles leur succède, curieusement la plupart concernent d’abord Kalimantan. Les données disponibles avant la Seconde Guerre mondiale – certaines de très bonne qualité – sont collectées par des explorateurs, des officiers de l’armée, des administrateurs coloniaux ou par des missionnaires.

### Les premières études Punan
Une génération de chercheurs en sciences sociales travaillant sur les nomades de Bornéo se forme progressivement. Des premières recherches importantes sur les groupes du Sarawak apparaissent au cours des années 1950, puis à la fin des années 1960 principalement sur les groupes de Kalimantan. D’autres travaux sont publiés dans les années 1970, sur le Sarawak comme sur la province de Kalimantan. À partir des années 1980, des thèses, consacrées aux nomades de Kalimantan, ainsi que plusieurs travaux notables sont l’objet de publications. Au milieu des années 1990, de nouveaux chercheurs complètent l’ethnographie existante. On peut également noter à la fin des années 1980 et au cours des années 1990, l’émergence d’une nouvelle littérature sur les thèmes de l’environnement et de la défense des droits des nomades, ainsi que quelques films sur les mêmes thématiques : par exemple, l'activiste écologiste suisse Bruno Manser dessine son expérience avec les Penans, la décrit par écrit et prend plus de 10 000 photographies durant les six années de son séjour parmi ce peuple entre 1984 et 1990. La lutte pour la défense de l'environnement et la défense des droits des nomades, en particulier contre les grandes compagnies productrices d'huile de palme, est toujours d'actualité,.

### La recherche contemporaine sur les Punan
Plusieurs programmes de recherche sur les groupes nomades de Bornéo ont été lancés ces dernières années. La majorité porte sur les savoirs écologiques locaux et la gestion des ressources naturelles. Ces programmes concernent actuellement deux régions, celle du Parc national de Betung Kerihun et le district de Malinau à Kalimantan-Est.

### Thèses de doctorat
- Agli Klintuni Boedhihartono, Dilemme à Malinau, Bornéo, être ou ne pas être un chasseur-cueilleur Punan : évolution et transformation d'une communauté de chasseurs-cueilleurs, Université Paris 7, 2004, 252 p. (thèse de doctorat de Lettres, sciences sociales et humaines)
- Césard, Nicolas, Des objets en partage. Produits forestiers, prestations matrimoniales et transformations sociales chez les Punan Tubu, Kalimantan-Est, Indonésie. Thèse de doctorat en anthropologie sociale, EHESS, 2009.
- Sellato, Bernard, Les nomades forestiers de Bornéo et la sédentarisation : essai d'histoire économique et sociale. Thèse de doctorat en anthropologie sociale, EHESS,1986.
- Hoffman, Carl L., Punan. Thèse de doctorat, Université de Pennsylvanie, 1983.

### Filmographie
- Sellato, Bernard, Dayak and Biodiversity. Culture & Conservation in East Kalimantan, Jakarta: World Wide Fund for Nature, UNESCO, and Sejati Foundation, 1994.
- Les Punan Tubu, derniers chasseurs-cueilleurs de Bornéo Institut de recherche pour le développement, 2007.
- Les Derniers Nomades, film documentaire d'Andrew Gregg, Canada/France, 2008, 52'
- BE' JAM BE et cela n'aura pas de fin., film documentaire de Caroline Parietti et Cyprien Ponson, France/Suisse, 2017, 85'